# Live in London (Judas Priest-dvd)
Live in London er en Judas Priest-dvd som blev optaget live 19. december 2001 på Brixton Academy, London og udgivet i september 2002 af SPV. Blandt dvd'ens ekstramateriale er sjældne backstage-optagelser, optagelser af lydtjek, interviews og mere.

## Spor
1. "Metal Gods"
2. "A Touch of Evil"
3. "Blood Stained"
4. "Victim of Changes"
5. "One on One"
6. "Running Wild"
7. "The Ripper"
8. "Diamonds & Rust"
9. "Feed on Me"
10. "Burn in Hell"
11. "Hell Is Home"
12. "Breaking the Law"
13. "Desert Plains"
14. "Turbo Lover"
15. "Painkiller"
16. "Electric Eye"
17. "United"
18. "Living After Midnight"
19. "Hell Bent for Leather"

## Musikere
- Tim "Ripper" Owens – Vokal
- K.K. Downing – Guitar
- Glenn Tipton – Guitar
- Ian Hill – Bas
- Scott Travis – Trommer